# Ура! (альбом)
УРА! — первый сольный альбом Сергея Бабкина, вышедший в 2004 году. В 2008 году песня «Забери» прозвучала в кинокомедии «День радио».

## Об альбоме
«Ура!» стал первым сольным альбомом участника дуэта 5’Nizza, актёра харьковского «Театра 19» Сергея Бабкина. Пластинка была записана во внешне похожем на творчество «Пятницы» стиле, представляя собою набор песен, исполненных под гитару. В то же время, в отличие от дуэта с Андреем Запорожцем, где в качестве инструментального аккомпанемента использовалась только акустическая гитара, в записи сольного альбома принял участие также кларнетист Сергей Савенко.
В состав альбома вошло шестнадцать композиций общей длительностью почти 70 минут. Стилистически Сергей Бабкин отказался от стиля регги, типичного для «Пятницы», и исполнил песни, более близкие к канонам современной поп-музыки. На сайте «Звуки.ру» стиль альбома охарактеризовали как «жанр подъездной песни» и «дворовый панк», а в информационном агентстве Intermedia назвали «настолько же не похожим на „Пятницу“, насколько сама „Пятница“ отличается от остальной украинской музыки». Песни «Лилька» и «Разведчик» носили блюзовый характер, но большая часть композиций были близки к бардовской песне. «Театральные» тексты композиций делали их похожими на моноспектакли, каждый из которых Бабкин исполнял с характерной фразировкой, отсылавшей местами к Высоцкому, а местами — к Петру Мамонову. По мнению Андрея Гончарова (Music.com.ua), лучше всего Бабкину удалось показать образы персонажей с теми или иными психическими отклонениями: буйных, тихих, параноиков или просто отстающих в развитии.

## Отзывы критиков
Юлия Конторова (Intermedia) обратила внимание на то, что альбом представил почти забытый жанр актёрской песни. По её мнению, пластинка должна была стать сюрпризом для всех слушателей, знавших Бабкина только по участию в «Пятнице» и не догадывавшихся о его театральной ипостаси. Конторова посчитала, что песни с альбома уместно исполнять во время «кухонных посиделок с гитарой» и назвала творчество Бабкина «музыкой для тех молодых, кто воспитывался на Окуджаве, в театры похаживает, но светлым и не очень прошлым не живёт».
Алексей Ерёменко (Звуки.ру) обратил внимание на то, что несмотря на несколько сильных композиций в начале альбома, его середина «просто провисает». По мнению Ерёменко, подобранный материал не отличался особым качеством. В то же время, он отметил, что и «Пятница», и лично Сергей Бабкин сумели возродить жанр «гитара + певец» и осовременить его в меру своих сил.
Андрей Гончаров (Music.com.ua) оценил альбом на 8 из 10. По его мнению, несмотря на обилие проходных композиций, «главным достоинством альбома, перекрывающим все его промахи, есть безграничная душевность и желание искренне сопереживать лирическому герою».

## Список композиций
1. Тук-тук (4:17)
2. Сон (3:19)
3. Белые рубашки (4:04)
4. Забери (4:23)
5. Солдатики (5:07)
6. Надо больше пить (3:12)
7. Рыбы-люди (5:46)
8. Кома (5:52)
9. Надоело (3:28)
10. Лилька (2:55)
11. Разведчик (6:38)
12. Вечно жить (4:23)
13. Улыбайтесь (4:54)
14. Закаменела злость (3:22)
15. Серые (3:38)
16. Чао-чао (3:48)[4]

## Участники записи
- Сергей Бабкин (гитара, вокал)
- Сергей Савенко (кларнет)
- Андрей Запорожец (бэк-вокал)